# Sinodrepanus rex
Sinodrepanus rex är en skalbaggsart som beskrevs av Antoine Boucomont 1912. Sinodrepanus rex ingår i släktet Sinodrepanus och familjen bladhorningar. Inga underarter finns listade i Catalogue of Life.